# Baraka Pakao
Pour les articles homonymes, voir Baraka.
Baraka Pakao est un village du Sénégal situé en Basse-Casamance, à proximité de la frontière avec la Guinée-Bissau. Il fait partie de la communauté rurale de Boutoupa-Camaracounda, dans l'arrondissement de Niaguis, le département de Ziguinchor et la région de Ziguinchor.
Lors du dernier recensement (2002), le village comptait 194 habitants et 27 ménages.